# 前田康介
前田 康介（まえだ こうすけ、本名：前田 康雄〈まえだ やすお〉、旧姓は北尾、1945年2月21日 - ）は、愛媛県出身の元プロ野球選手（投手）。左投左打。1972年に登録名を「前田康介」に改め、現役引退後も同名義を使用した。

## 来歴・人物
愛媛県出身。松山北高校では、1960年に1年生エースとして秋季県大会決勝に進出。松山商の山下律夫と投げ合い、敗退するが注目を集める。1962年夏の甲子園県予選でも準々決勝に進出するが、村上公康のいた西条高に延長10回の熱戦の末に敗退。
卒業後は東洋大学に進む。東都大学リーグでは、在学中は二部リーグにとどまるが、1966年秋季リーグ後の入替戦で一部リーグの芝工大を降し、後輩に後を託した。大学同期に上垣内誠がいる。
卒業後は電電四国に入社、1968年の都市対抗野球大会に高知相互銀行の補強選手として出場。翌年の大会も電電四国の主戦投手として連続出場を果たす。この時のチームメートに小金丸満がいた。1969年のドラフト会議においてロッテオリオンズ（現・千葉ロッテマリーンズ）から1位指名を受け入団（2位は小金丸であった）。
主にシュート、カーブを武器とし、1970年にはルーキーながら日本シリーズに登板。入団2年目となる1971年シーズンにプロ初勝利を記録する。主に中継ぎ投手として起用されたが、入団3年目の1972年には19試合の登板で0勝5敗の防御率5点台と不振に陥り、翌1973年は1試合のみの登板に終わった。同年オフに戦力外通告を受け、間もなく太平洋クラブライオンズ（後の埼玉西武ライオンズ）に移籍。しかし太平洋でも一軍登板機会は移籍1年目の4試合のみに留まり、1976年限りで現役を引退した。
引退後もライオンズ球団に在籍し、1978年にはスコアラー、1980年以降は打撃投手を務め、その後球団フロント入りする。スコアラー時代は名スコアラーと評され一流の分析力で的確な指示を出すプロだったという。2011年シーズンまで取締役球団本部長職を務め、同年の公式戦全日程終了をもって退団した。

## 詳細情報

### 年度別投手成績
| 年 度     | 球 団     | 登 板 | 先 発 | 完 投 | 完 封 | 無 四 球 | 勝 利 | 敗 戦 | セ 丨 ブ | ホ 丨 ル ド | 勝 率 | 打 者 | 投 球 回 | 被 安 打 | 被 本 塁 打 | 与 四 球 | 敬 遠 | 与 死 球 | 奪 三 振 | 暴 投 | ボ 丨 ク | 失 点 | 自 責 点 | 防 御 率 | W H I P |
| --------- | --------- | ----- | ----- | ----- | ----- | -------- | ----- | ----- | -------- | ----------- | ----- | ----- | -------- | -------- | ----------- | -------- | ----- | -------- | -------- | ----- | -------- | ----- | -------- | -------- | ------- |
| 1970      | ロッテ    | 18    | 1     | 0     | 0     | 0        | 0     | 1     | --       | --          | .000  | 94    | 20.2     | 23       | 3           | 11       | 0     | 0        | 14       | 1     | 0        | 15    | 13       | 5.57     | 1.65    |
| 1971      | ロッテ    | 18    | 2     | 0     | 0     | 0        | 1     | 1     | --       | --          | .500  | 101   | 23.1     | 19       | 2           | 15       | 2     | 0        | 19       | 1     | 1        | 11    | 10       | 3.91     | 1.46    |
| 1972      | ロッテ    | 19    | 4     | 0     | 0     | 0        | 0     | 5     | --       | --          | .000  | 163   | 33.1     | 49       | 5           | 23       | 1     | 1        | 11       | 1     | 0        | 24    | 21       | 5.73     | 2.16    |
| 1973      | ロッテ    | 1     | 0     | 0     | 0     | 0        | 0     | 0     | --       | --          | ----  | 4     | 0.1      | 3        | 1           | 0        | 0     | 0        | 0        | 0     | 0        | 3     | 3        | 81.00    | 9.00    |
| 1974      | 太平洋    | 4     | 0     | 0     | 0     | 0        | 0     | 0     | 0        | --          | ----  | 12    | 2.0      | 2        | 1           | 5        | 0     | 0        | 0        | 0     | 0        | 5     | 5        | 22.50    | 3.50    |
| 通算：5年 | 通算：5年 | 60    | 7     | 0     | 0     | 0        | 1     | 7     | 0        | --          | .125  | 374   | 79.2     | 96       | 12          | 54       | 3     | 1        | 44       | 3     | 1        | 58    | 52       | 5.85     | 1.88    |

### 記録
- 初登板：1970年4月12日、対南海ホークス2回戦（東京スタジアム）、8回表から4番手で救援登板・完了、2回3失点
- 初先発登板：1970年10月10日、対東映フライヤーズ25回戦（後楽園球場）、3回無失点で勝敗つかず
- 初勝利：1971年9月15日、対近鉄バファローズ26回戦（東京スタジアム）、5回表から2番手で救援登板、3回1/3無失点

### 背番号
- 16 （1970年 - 1972年）
- 14 （1973年）
- 30 （1974年 - 1975年）
- 62 （1976年）
- 84 （1980年 - 1981年）
- 93 （1982年 - 1991年）
- 01 （1992年 - 1993年）

### 登録名
- 前田 康雄 （まえだ やすお、1970年 - 1971年）
- 前田 康介 （まえだ こうすけ、1972年 - 1976年）